# Bugaj (Kiedosy)
Bugaj – przysiółek wsi Kiedosy w Polsce położony w województwie łódzkim, w powiecie pajęczańskim, w gminie Działoszyn.
W latach 1975–1998 przysiółek administracyjnie należał do województwa sieradzkiego.